# Reprezentacja Kuby w piłce wodnej kobiet
Reprezentacja Kuby w piłce wodnej kobiet – zespół, biorący udział w imieniu Kuby w meczach i sportowych imprezach międzynarodowych w piłce wodnej, powoływany przez selekcjonera, w którym mogą występować wyłącznie zawodnicy posiadający kubańskie obywatelstwo. Za jej funkcjonowanie odpowiedzialny jest Kubański Związek Pływacki (FCN), który jest członkiem Międzynarodowej Federacji Pływackiej.